# Quituro
Quituro es un centro poblado bajo jurisdicción del municipio colombiano de Tarqui, en el departamento de Huila.

## Aspectos generales
El perímetro del centro poblado de Quituro es de 2 km² aproximadamente, donde se encuentran ubicadas 250 casas en promedio. La topografía es inclinada, pues se encuentra localizado en la falda de la cordillera en la Serranía de Las Minas. La base de la economía es el café, la ganadería y algunos cultivos alternos como el plátano, la granadilla, el lulo, la caña panelera, el tomate y la yuca.

### Localización
Quituro está ubicado al suroeste del municipio de Tarqui (Huila) sobre la Cordillera Central y rodeado por la Serranía de las Minas. 

### Límites
Quituro presenta los siguientes límites:
- Oriente: 	Vereda Aguazul y la Méjica.
- Occidente: 	Vereda El Porvenir.
- Norte: 	 Vereda La Pradera.
- Sur: 		Vereda La Ceiba.

### Clima
Quituro tiene una altura de 1.500 m sobre el nivel del mar. Su temperatura media oscila entre los 15 °C y los 21 °C y presenta un clima templado. Esto le permite desarrollar muchas actividades agrícolas. Pertenece a las microcuencas de la Quebrada Seca y Maituna 

### Historia
Los primeros habitantes que se asentaron en este lugar provenían de la antigua inspección de Maito (hoy, centro poblado Maito) y de los municipios de Oporapa, Elías y Timaná. El caserío se fundó en 1940, por la necesidad de organizar la comunidad para trabajar por el bien colectivo y además por la gran distancia que los separaba del casco urbano de Tarqui y otros municipios.
Entre los fundadores se destacan: Evangelista Scarpetta, Juan Antonio Chávarro y Teófilo Castro; los cuales fueron teniendo descendencia y poco a poco fueron poblando la región.
El nombre de Quituro proviene de la lengua quechua, que significa “paloma de oro”, donde “Quit” significa paloma y “Uro” significa Oro, esto es de acuerdo a la tradición oral, pues no existe un escrito que lo soporte. Se dice que el nombre de Quituro lo impuso un Cacique que en ese entonces viajaba hacia la parte alta de la montaña, hoy conocida como los Andes.
En 1973, Quituro fue ascendido de vereda a la categoría de Inspección Departamental de Policía, siendo el primer inspector Alfredo Monte. Después del último ajuste territorial se convirtió en lo que es hoy, un centro poblado.

## Aspectos sociales

### Habitantes
Las familias de Quituro tienen un promedio de cuatro miembros por núcleo familiar, aproximadamente. Las familias de esta comunidad son muy conservadoras en sus costumbres y formas de vida y casi en su totalidad se clasifica como familia nuclear (dos adultos con sus hijos). Con relación a esto, algunos estudios históricos muestran que la estructura familiar ha sufrido algunos cambios a causa del desplazamiento de algunos de sus miembros a las ciudades o a otros sitios (veredas, municipios, pueblos) en busca de mejores condiciones de vida. En cuanto a los habitantes, Quituro cuenta en la actualidad con una población cercana a los mil habitantes, los cuales en su mayoría son de estratos uno y dos.

### Música y fiestas tradicionales
En cuanto a lo Musical, a los Quitureños les gustan las canciones populares, los vallenatos, música de Cuerda y algo de reggaeton. Esto se refleja en la mayoría de los habitantes, tanto en adultos, jóvenes y niños.
Entre las fiestas tradicionales están el San Pedro, la Navidad, el año nuevo y el día de reyes. La más trascendental son las “Fiestas Tradicionales del mes de julio”, donde traen banda y realizan cabalgatas por cuatro días. Además, hay fiesta y tendales de todo tipo.

### Salud
El Centro Poblado de Quituro cuenta con un puesto de salud que consta de: Sala, consultorio, cocina, recepción y puesto de enfermería. Está construido en muros de ladrillo y teja de eternit. Es atendido por una auxiliar de enfermería y periódicamente se hacen brigadas de salud por parte del Hospital San Antonio de Tarqui; a ello acuden un médico, un odontólogo y algunos auxiliares de enfermería, para atender vacunación y curaciones. 
En cuanto a cobertura en salud, el 100% de la población está carnetizada. Esto se debe a que en la administración municipal 2004- 2007 se gestionó para tal fin. Dentro de las Empresas que prestan el servicio en salud, dentro del régimen subsidiado, están: Caprecom, Comfamiliar, Solsalud, Comparta, Cafesalud, Humanavivir. En cuanto al régimen contributivo se tiene: Emcosalud, Seguro Social, Cafesalud, Saludcoop Y Salud Jackson`s.

### Recreación y deportes
En recreación activa y deporte, Quituro cuenta con una cancha de fútbol y cuatro polideportivos. La población deportista Quitureña practica el fútbol, el microfútbol y baloncesto, como deportes primarios.

### Religión
La mayor parte de la población profesa la religión católica. A inicios del año 2009, Quituro fue elevado a la categoría de parroquia, cuyo nombre es: Parroquia Nuestra Señora de Fátima, perteneciente a la Diócesis de Garzón Huila. Existe una iglesia principal (Nuestra Señora de Fátima) en el centro de la localidad y donde se celebra la Santa Misa. En la parte baja existe otra capilla construida por los habitantes del sector y consagrada al Divino Niño. Las fiestas patronales se celebran cada año el día 13 de mayo en honor a la Virgen María.
Por otro lado, una minoría de la población, que ha llegado de sitios diferentes a Quituro, profesa el protestantismo. Estas personas han construido su capilla y realizan cultos todos los domingos.
También se cuenta con un cementerio, donde no sólo se entierran las personas fallecidas de Quituro sino de todas sus veredas.

### Educación
En la actualidad el Centro Poblado cuenta con una escuela que ofrece desde el grado Transición hasta el grado Quinto de Primaria y desde el grado noveno hasta el grado once de secundaria. Tiene una planta de 8 docentes nombrados y alrededor de doscientos (200) niños y jóvenes en edad escolar. La cobertura es total. 

### Grupos organizados
En la actualidad, existen varios grupos organizados que trabajan en pro de la comunidad y/o en pro de sus miembros. Estos son:
- Tres Juntas de Acción Comunal.
- Asociación de Empresarios de Quituro, ASOEMQUI.

## Aspecto económico
El aspecto económico, se basa en el café, la ganadería y algunos cultivos alternos como el plátano, la granadilla, el lulo, la caña panelera, el tomate y la yuca.
Por otro lado, está el comercio en poca proporción, pero permite a varias familias obtener ingresos para su propio sustento. 
En cuanto a la comercialización de los productos, los habitantes de Quituro los llevan hacia los Municipios de Timaná y Pitalito, a excepción del café que regularmente lo venden en el mismo pueblo a la Cooperativa de Caficultores COOCENTRAL, la cual abastece de insumos al sector agropecuario.
El mercado de plaza, de grano y demás lo compran en Quituro. Con relación al mercado de plaza se abastecen por una semana, ya que esto sólo se presenta los viernes en la tarde y los sábados en la mañana. 
Para el expendio y compra de productos Quituro cuenta con:
Cooperativa de cafeteros: Funciona en una construcción de dos plantas donde la primera es descargue y bodega de almacenamiento y aquí no solamente se compra café sino que también se da a bajo precio insumos agrícolas y electrodomésticos para el hogar.
Plaza de mercado: El centro poblado de Quituro cuenta con una edificación en ladrillo y cubierta de eternit, con estructura metálica. Los pisos son de cemento pero rústicos y carpintería metálica. Se definen interiormente 3 zonas: La destinada al expendio de carnes y vísceras, la destinada a hortalizas, tubérculos y en general a productos perecederos y por último la destinada a la venta de papa y artículos de cacharrería. Los mercados se realizan una vez por semana, el sábado en la mañana.
Además de lo anterior también hay: tiendas, graneros, almacenes, cacharrerías, droguerías, discotecas, heladerías, billares, canchas de tejo, etc.